# Arc System Works
Arc System Works (アークシステムワークス, Āku Shisutemu Wākusu) és una empresa desenvolupadora i editora de videojocs amb seu a Yokohama, Japó. Va ser fundada per Minoru Kidooka en el 1988. Arc System Works és coneguda pels seus videojocs de lluita 2D, Guilty Gear i les seves seqüeles.

## Història
Arc System Works va ser fundada el gener de 1988 sota el nom d'Arc Co., Ltd i es va establir com a companyia al maig del mateix any. Aleshores l'equip de treball estava conformat per sol set o vuit desenvolupadors, dels quals la majoria havia treballat prèviament en Sega incloent al seu fundador Minoru Kidooka. La companyia va passar els seus primers anys com una desenvolupadora contractada per Sega, Sammy i Banpresto. El 1991 va ser reanomenada com Arc System Works i va publicar el seu primer joc el 1995, Exector per a la primer PlayStation.
El juny de 2015, Arc System Works va adquirir tots els drets intel·lectuals de Technōs Japan, com Double Dragon i Kunio-kun de Million Co., Ltd.
El 2 de novembre de 2017, Arc System Works va anunciar l'obertura d'una sucursal nord-americana a Torrance, Califòrnia, coneguda com a Arc System Works America, Inc.

## Videojoc desenvolupats per Arc System Works

### SagaBlazBlue
- BlazBlue: Calamity Trigger — (2008) (Taito Type X2), (2009) (PlayStation 3), (Xbox 360), (2010) (PC)
- BlazBlue: Portable — (2010)
- BlazBlue: Continuum Shift — (2009) (Taito Type X2), (PlayStation 3), (Xbox 360)
- BlayzBloo: Super Melee Brawlers Battle Royale (2010) (DSiWare)
- BlazBlue: Continuum Shift II (2011) (PlayStation Portable), (Nintendo 3DS)

### Guilty Gearseries
- Guilty Gear — (1998) (PlayStation)
- Guilty Gear X — (2000) (NAOMI), (Dreamcast), (2001) (PlayStation 2), (2002) (Game Boy Advance), (2003) (PC)
- Guilty Gear X Plus — (2001) (PlayStation 2) — Japan only
- Guilty Gear X2 — (2002) (NAOMI), (2003) (PlayStation 2)
- Guilty Gear X Ver.1.5 (2003) (Atomiswave)
- Guilty Gear X2 #Reload — (2003) (NAOMI), (2004) (PlayStation 2, Xbox, PC, PSP)
- Guilty Gear Isuka — (2004) (Atomiswave, PlayStation 2, Xbox, (2005) PC)
- Guilty Gear XX Slash — (2005) (NAOMI), (2006) PlayStation 2, PSP)
- Guilty Gear XX Λ Core — (2006) (NAOMI), (2007) PlayStation 2, Wii)
- Guilty Gear 2: Overture — (2007) (Action / RTS), Xbox 360)
- Guilty Gear XX Λ Core Plus — (2008), (PlayStation 2), (2008) (PSP), (2009) (Wii)

### Dragon Ball Z: Supersonic Warriorsseries
- Dragon Ball Z: Supersonic Warriors — (2004) (Game Boy Advance)
- Dragon Ball Z: Supersonic Warriors 2 — (2005) (Nintendo DS)

### Other games
- Chiyonofuji no Ōichō — (1990) (Nintendo Entertainment System)
- EXECTOR — (1995) (PlayStation)
- Wizard's Harmony — (1995) (PlayStation, Sega Saturn)
- Prismaticallization — (1999) (Dreamcast, PlayStation)
- Tanaka Torahiko no Uru Toraryuu Shogi — (1999) (Dreamcast) — Japan only
- Digital Holmes — (2001) (PlayStation 2)
- Fist of the North Star — (2005) (Atomiswave), (2007) (Playstation 2) basat en el manga amb el mateix nom.
- Castle of Shikigami III (2006) Arcade (2007) Wii/Xbox 360
- Battle Fantasia — (2007) (Taito Type X2), (2008) (PlayStation 3), (Xbox 360)
- Hoshigami Remix — (2007) (Nintendo DS) Remake de Hoshigami: Ruining Blue Earth.
- Hooked! Real Motion Fishing — (2007) Wii)[3]
- Sengoku Basara X — (2008) (System 246 / System 256), (PlayStation 2)
- Super Dodgeball Brawlers — (2008) (Nintendo DS)
- Tantei Jinguji Saburo DS — (2008) (Nintendo DS)
- Petit Copter — (2008) (Wii)[4]
- Family Table Tennis — (2008) (Wii)
- Family Glide Hockey — (2009) (Wii)
- Family Pirate Party — (2009) (Wii)
- Family Mini Golf — (2009) (Wii)
- Family Slot Car Racing — (2009) (Wii)
- Family Card Games — (2009) (Wii)
- Family Grand Tennis — (2009) (Wii)
- Animal Puzzle Adventure (2009) (DSiWare)
- Okiraku Sugoroku — (2009[JP]) (Wii)
- Jazzy Billiards — (2009) (Nintendo DSi)
- Arcana Heart 3 — (2011[JP]) (Playstation 3) (Xbox 360)
- Hard Corps: Uprising — (2011) (Playstation 3) (Xbox 360)